# Mark Lewis
Mark Lewis (Hamilton, Ontario, 1958) és un artista canadenc. Destaca per les seues instal·lacions artístiques i pels seus treballs amb vídeo i cinema. Va representar el seu país en la Bienal de Venècia del 2009.

## Biografia
Lewis es va formar als londinencs Harrow College of Art i al Polytechnic of Central London. Comença la seua carrera com a fotògraf. En els anys 80, va estudiar amb Victor Burgin i va treballar amb Laura Mulvey, que el va influenciar per apropar-se al món del cínema i el vídeo. Mulvey i Lewis van produir el documental Disgraced Monuments el 1991. Entre 1989 i 1997 resideix a Vancouver, on participa de l'escena fotoconceptualista de l'Escola de Vancouver.
A mitjans de la dècada dels 90 inicia les seues pel·lícules basades en ubicacions espacials. Ha disposat d'exhibicions en museus com la Vancouver Art Gallery o el Musée d'Art Moderne de Luxemburg, entre d'altres. Les seues obres també s'exposen en recintes com ara la National Gallery of Canada, Museum of Modern Art, Musée d'art contemporain de Montréal, i el Centre Pompidou (Paris).
Molts dels seus treballs se centren en la tecnologia de la pel·lícula i els diferents gèneres desenvolupats en el segle d'història del cinema. Els seus films sovint són curtmetratges, on fa exercicis precisos de tècniques. En canvi, també n'hi ha una vessant sociopolítica en la seua obra, creada per una tria força específica de localitzacions rurals o urabnes per a les seues pel·lícules, les quals denoten un estatus social i econòmic particular i concret.
És co-editor de l'editorial Afterall, la qual publica un periòdic d'art contemporani i sèries de llibres. Està establerta a Londres i Anvers.